# Грабівка (Хорошівська селищна громада)
Гра́бівка (до 1960 року — Рижани Треті) — село в Україні, у Хорошівській селищній територіальній громаді Житомирського району Житомирської області. Чисельність населення становить 150 осіб (2001).

## Населення
Відповідно до результатів перепису населення СРСР, кількість населення станом на 12 січня 1989 року становила 165 осіб. Станом на 5 грудня 2001 року, відповідно до перепису населення України, кількість мешканців села становила 150 осіб, з них усі 100 % зазначили рідною українську мову.

## Історія
У 1932—1933 роках село постраждало від Голодомору. За свідченнями очевидців кількість померлих склала 5 осіб. Тоді село називалося Рижани Треті, підпорядковувалося Рижанській сільській раді Володарсько-Волинського району Київської області.
На обліку з 1 вересня 1946 року як населений пункт Рижанської сільської ради Володарсько-Волинського району Житомирської області. 5 серпня 1960 року, відповідно до рішення Житомирського облвиконкому № 790 «Про уточнення назв і перейменування деяких населених пунктів в районах області», перейменоване на Грабівку. 30 грудня 1962 року, в складі сільської ради, передане до Черняхівського району Житомирської області, 8 грудня 1966 року повернуте до складу відновленого Володарсько-Волинського (згодом — Хорошівський) району.
3 серпня 2016 року включене до складу новоутвореної Хорошівської селищної територіальної громади Хорошівського району Житомирської області. Від 19 липня 2020 року, разом з громадою, в складі новоствореного Житомирського району Житомирської області.